# IWork
iWork è una suite di software di produttività personale creata da Apple e presentata al pubblico per la prima volta l'11 gennaio 2005, al Macworld di San Francisco. iWork include Pages, un'applicazione con funzionalità di word processor e desktop publishing, Keynote, un software per creare presentazioni ed un software per la gestione dei fogli di calcolo chiamato Numbers.
Apple ha presentato iWork come il futuro successore della suite per ufficio AppleWorks che è stata definitivamente tolta dal commercio nel 2007 in favore di iWork.
È possibile utilizzare la suite Apple anche nel browser attraverso iCloud e con le versioni più recenti è possibile collaborare con altre persone simultaneamente a uno stesso documento, presentazione o foglio di calcolo. 
Dal 16 ottobre 2014 i componenti di iWork, Pages, Keynote e Numbers, sono offerti gratuitamente a tutti i clienti che hanno acquistato un computer Macintosh a partire da tale data.

## Contenuti

### Pages
Pages è un word processor con enfasi sulle presentazioni e viene fornito con una serie di template per la realizzazione di documenti base, resoconti, biglietti, certificati e altro.
Grazie all'integrazione con iLife, Pages permette di inserire nelle presentazioni immagini, musica e filmati direttamente da iPhoto, iTunes e iMovie.
Pages permette all'utente di leggere, modificare, salvare o esportare nei seguenti formati:
- Pages (.pages)
- Microsoft Word (.doc)
- Microsoft Word 2007 e superiori (.docx)
- File PDF (.pdf)
- Pagine web (.html)
- Rich text format (.rtf)
- File di testo (.txt)
- Libri digitali (.epub)

### Keynote
Keynote è un software per la realizzazione di presentazioni. Come Pages, anche Keynote si integra con iLife per inserire contenuti multimediali nelle presentazioni. Tra i formati supportati da Keynote, vi sono:
- Presentazioni di Keynote (.key)
- Presentazioni di Microsoft PowerPoint (.ppt)
- Presentazioni di Microsoft PowerPoint 2007 e superiori  (.pptx)
- Filmati QuickTime (.mov)
- Animazioni di Macromedia Flash (.swf)
- File PDF (.pdf)
- I file immagine supportati da QuickTime (.jpg, .png o .tiff)

### Numbers
Numbers è il software per l'editing e la gestione dei fogli di calcolo incluso solo nella versione '08 e '09 della suite iWork. Le caratteristiche principali sono:
- Tabelle "intelligenti"
- Raccolta di modelli inclusa nel software
- Grafici, immagini e caselle di testo
- Foglio di lavoro facilmente ridimensionabile
- Massima compatibilità con Microsoft Excel
- Anteprima di stampa interattiva

## Storia

### iWork '05
iWork '05 fu introdotto l'11 gennaio 2005 ed includeva la nuova versione di Keynote (la numero due) e la prima versione di Pages.

### iWork '06
Il 10 gennaio 2006, Apple ha presentato iWork '06 al Macworld Expo presso San Francisco, aggiornando Pages alla versione numero 2 e Keynote alla numero 3. Nuove caratteristiche, comuni ad entrambe le applicazioni, includevano i grafici tridimensionali, tabelle con supporto a formule matematiche, commenti di revisione e mascherazione smussata delle immagini. Poiché il focus primario di iWork è rivolto verso le presentazioni, Apple aveva aggiunto nelle tabelle le funzioni più comuni dei fogli di calcolo, fornendo però solo funzionalità addizionali limitate.

### iWork '08
iWork '08 è stato annunciato il 7 agosto 2007, in occasione di un evento speciale al campus di Apple a Cupertino. iWork '08, oltre a nuove versioni aggiornate di Pages e Keynote, ha introdotto una nuova applicazione di gestione dei fogli di calcolo, denominata Numbers. Nonostante ciò, la richiesta di spazio sul disco rigido della suite è stata ridotta dagli 1,85 GB di iWork '06 ai 690 MB di iWork '08.
iWork '08 ha anche segnato la fine della suite AppleWorks, il cui supporto è stato sospeso una settimana dopo.

### iWork '09
iWork '09 è stato annunciato il 6 gennaio 2009 in occasione del MacWorld di San Francisco, l'ultimo a cui parteciperà Apple. iWork '09 presenta le versioni aggiornate di Pages, Keynote e Numbers. Le novità sono principalmente la capacità online della suite (tramite il sito web iWork.com), alcune migliorie riguardanti la visualizzazione del documento per l'editing a tutto schermo in Pages, l'aggiunta di nuovi temi in tutti e tre i programmi e soprattutto il supporto a programmi esterni famosi come MathType, per l'elaborazione grafica di formule matematiche. Nel luglio del 2011 è stato integrato il supporto per Mac OS X Lion che introduce funzionalità come il salvataggio automatico, l'accesso a tutte le versioni precedenti di un determinato documento, la modalità a schermo intero per tutte le applicazioni e il correttore ortografico intelligente.

### "Mac Box Set"
iWork '09 è uno dei tre programmi della suite Mac Box Set: iLife '09, iWork '09 e OS X Snow Leopard. La suite ha un costo di € 169 per la licenza singola e € 229 per il Family Pack (5 licenze), con un risparmio complessivo di circa il 40 % del costo totale di tutti e tre i prodotti.